# Dans l'eau de la claire fontaine
Pistes de Le temps ne fait rien à l'affaire
Le temps ne fait rien à l'affaire
(1) La Traîtresse
(3)
 Dans l’eau de la claire fontaine est une chanson de l'auteur-compositeur-interprète français Georges Brassens. Elle figure sur son album Le temps ne fait rien à l'affaire sorti en 1961.

## Composition et paroles
Cette chanson est sans aucun doute une variation sur le thème de la chanson populaire À la claire fontaine.

## Discographie liée à cette chanson
- 1962 : 45 tours SP Philips, coll. « Succès » (B 372.931 F)[2].

– Face 1 : La Traîtresse.
– Face 2 : Dans l’eau de la Claire Fontaine.

## Reprises
La chanson a été reprise par :
- Fabrizio De Andrè en 1968 ("Nell'acqua della chiara fontana"), dans son album Volume III;
- Maxime Le Forestier, 1972
- Yannick Noah,  en 2003, dans son album, Pokhara
- Patchworks & Pat Kalla, 2021, Fanon records, Album Les copains d'abord (Emile Omar)